# Narciso Doval
Narciso Horacio Doval (Buenos Aires, 4 gennaio 1944 – Buenos Aires, 12 ottobre 1991) è stato un calciatore argentino, di ruolo attaccante.
È morto a quarantasette anni a causa di un infarto.

## Caratteristiche tecniche
Giocava come attaccante; si mise in evidenza per le doti realizzative, la sua tecnica e per il suo stile di gioco aggressivo. Iniziò nelle giovanili come portiere, avanzando poi a centrocampo e, infine, stabilendosi nella posizione di centravanti.

## Carriera

### Club
La sua carriera ebbe inizio nel settore giovanile del San Lorenzo, ove entrò all'età di tredici anni; debuttò in prima squadra l'11 novembre 1962. Nel 1964 si stabilì come titolare nel club, componendone la linea d'attacco con Héctor Veira, con cui creò una buona intesa in campo. Una volta vinto il campionato argentino 1968, venne acquistato dal Flamengo, voluto dal tecnico Tim, e vi debuttò il 20 aprile del 1969. Nel 1971, a causa di incomprensioni con l'allenatore Yustrich, venne ceduto in prestito all'Huracán, dove rimase per una stagione. Tornato in Brasile, rimase tra i titolari per le stagioni che giocò — frattanto che era in Argentina con l'Huracán, era stato creato il torneo nazionale brasiliano — e divenne capocannoniere del campionato statale con sedici reti, giocando, tra l'altro, a lato di Zico. Nel 1976 il presidente del Fluminense Francisco Horta riuscì a portare l'attaccante argentino alla sua squadra, e al primo anno con il club di Laranjeiras Doval segnò venti reti nel Carioca, diventandone nuovamente il miglior marcatore, segnando peraltro il gol decisivo nella finale del torneo. Nel 1979 lasciò il Brasile per fare ritorno in patria, mentre nel 1980 giocò una stagione — la sua ultima da professionista — nell'American Soccer League.

### Nazionale
Ha giocato una sola volta con la selezione argentina, nel 1967.

## Palmarès

### Club

#### Competizioni statali
- Taça Guanabara: 2

Flamengo: 1972, 1973
- Campionato Carioca: 3

Flamengo: 1972, 1974
Fluminense: 1976

#### Competizioni nazionali
- Campionato argentino: 1

San Lorenzo: Metropolitano 1968

### Individuale
- Capocannoniere del Campionato Carioca: 2

1972 (16 gol), 1976 (20 gol)
- Bola de Prata: 1

1976